# قانون لس آنجلس: فیلم
قانون لس آنجلس: فیلم به (انگلیسی: L.A. Law: The Movi) یک فیلم درام تلویزیونی آمریکایی محصول ٢٠٠٢ است که بر اساس مجموعه تلویزیونی  باهمین نام در سال های ١٩٨۶-١٩٩۴  می باشد این فیلم اگرچه توانست بیشتر بازیگران سری قبل آن را خدمت بگیرد اما همه بازیگران برجسته آن از جمله بلر آندروود (جاناتان رولینز)  جیمی اسمیت (ویکتور سیفوئنتس)، آماندا دونوهه (سی جی لمب) و جان اسپنسر (تامی مولانی).برای بازی درآن شرکت نکردند.  این فیلم در ١٢ می ٢٠٠٢ از شبکه ان بی سی پخش شد.
عنوان اولیه فیلم در ابتدا  «قانون لس آنجلس :بازگشت به عدالت »بود.

## خلاصه داستان
در هشت سالی که از پایان  سری گذشته سریال می‌گذرد، لیلند مک‌کنزی، شریک ارشد مؤسسه حقوقی مک کنزی براکمن، بازنشسته شده و داگلاس براکمن جونیور را که به‌عنوان شریک در موسسه حاضر بود، ترجیح می دهد کار خود را ترک کند. کارمندان جدید موسسه اما نمی گذارند اعتبار قدیمی این دفتر حقوقی از بین برود،  پسر موفق براکمن، جیسون، که با شیوه های  کاری پدرش در تضاد است، و کلوئی کارپنتر، همکار بلندپرواز و همفکر، او موسسه حقوقی را دوباره باز می کنند . شریک سابق این   موسسه مایکل کوزاک، که اکنون بازنشسته شده و صاحب رستورانی بزرگ است در شهر دیگری است ، برای در دست گرفتن پرونده  اعدام شخصی ، به شهر خود باز می گردد گریس ون اوون نماینده طرف مقابل کدورت    قدیمی  با کوزاک دارد زیرا  آن زمان این دو برای رسیدن به  عنوان دادستان منطقه جدل های فراوانی داشته اند.  گریس ون اوون که می‌خواهد برای کمک در این پرونده از یک وکیل با تجربه تر کمک بگیرد به موسسه حقوقی مراجعه می کند اما وکلای آن هر یک پرونده ای را دنبال می کنند  وکیل اولی که سراغش می‌رود ، آرنی بکر است آرنی مدت هاست می خواهد از همسرش ، طلاق  بگیرد و او پیشنهاد اوون را نمی پذیرد. همسر  آرنی، ابی پرکینز، وکیل سابق مک کنزی براکمن را استخدام کرده است تا از او برای طلاق کمک بگیرد.  وکیل دیگر که مدیر دفتر روکسان ملمن  است از وکالت کناره گرفته و با همسر ش که  در حال مرگ است، می خواهد زمان خود را بگذراند همچنین، وکلای دیگر  کلسی و استوارت مارکوویتز خود پرونده  یک هنرمند کلاهبردار را پیش می برند

## قالب
- کوربین برنسن - آرنی بکر
- سوزان دی - گریس ون اوون
- جوزی دیویس - کلویی کارپنتر
- لری دریک - بنی استولویچ
- ریچارد دیسارت - لیلند مک کنزی
- جیل آیکن‌بری - آن کلسی
- دن فلارک - دیو مایر
- میشل گرین - اپی پرکینز
- هری هملین - مایکل کوزاک
- آلن راچینز - داگلاس براکمن جونیور
- سوزان راتن - روکسان ملمن
- مایکل تاکر - استوارت مارکوویتز
- بروس دیویسن - لارنس دیبنکورن
- استیون ویلیامز - آلبرت هاچینسون
- جده واتانابه - سیریل
- جیسون پک  - جیسون براکمن
- بروکلین هریس رایلین هاچینسون
- کلودت مینک - بلیندا جیمز
- اینگرید تارنس - لارا بکر
- کوین مک نالتی- مکس بتن کارت